# Chánh án Tòa án Tối cao Nhật Bản
Chánh án Tòa án tối cao Nhật Bản (最高裁判所長官 Saikōsaibansho-chōkan) là chánh án của Tòa án tối cao Nhật Bản và là người đứng đầu nhánh tư pháp của chính phủ Nhật Bản.
Chánh án được Thiên hoàng bổ nhiệm theo đề cử của Nội các, trên thực tế thì theo yêu cầu của nguyên Chánh án. Hiến pháp Nhật Bản quy định quan chức duy nhất khác được Thiên hoàng bổ nhiệm là Thủ tướng, nhấn mạnh tính độc lập của Tòa án tối cao đối với với chính phủ.

## Danh sách
| Tên               | Kanji      | Nhậm chức            |
| ----------------- | ---------- | -------------------- |
| Tadahiko Mibuchi  | 三淵忠彦   | 4 tháng 8 năm 1947   |
| Kōtarō Tanaka     | 田中耕太郎 | 3 tháng 3 năm 1950   |
| Kisaburo Yokota   | 横田喜三郎 | 25 tháng 10 năm 1960 |
| Masatoshi Yokota  | 横田正俊   | 6 tháng 8 năm 1966   |
| Kazuto Ishida     | 石田和外   | 11 tháng 1 năm 1969  |
| Tomokazu Murakami | 村上朝一   | 21 tháng 5 năm 1973  |
| Ekizo Fujibayashi | 藤林益三   | 25 tháng 5 năm 1976  |
| Masao Okahara     | 岡原昌男   | 26 tháng 8 năm 1977  |
| Takaaki Hattori   | 服部高顯   | 2 tháng 4 năm 1979   |
| Jiro Terada       | 寺田治郎   | 1 tháng 10 năm 1982  |
| Koichi Yaguchi    | 矢口洪一   | 5 tháng 11 năm 1985  |
| Ryohachi Kusaba   | 草場良八   | 20 tháng 2 năm 1990  |
| Toru Miyoshi      | 三好達     | 7 tháng 11 năm 1995  |
| Shigeru Yamaguchi | 山口繁     | 31 tháng 10 năm 1997 |
| Akira Machida     | 町田顯     | 6 tháng 11 năm 2002  |
| Niro Shimada      | 島田仁郎   | 16 tháng 10 năm 2006 |
| Hironobu Takesaki | 竹崎博允   | 21 tháng 11 năm 2008 |
| Itsurō Terada     | 寺田逸郎   | 1 tháng 4 năm 2014   |
| Naoto Ōtani       | 大谷直人   | 9 tháng 1 năm 2018   |
| Tokura Saburo     | 戸倉三郎   | 24 tháng 06 năm 2022 |